# Lužani (Bosanska Gradiška, BiH)
Lužani je naseljeno mjesto u sastavu općine Bosanska Gradiška, Republika Srpska, BiH.

## Stanovništvo
| Lužani             |              |
| Godina popisa      | 1991.        |
| Srbi               | 255 (92,73%) |
| Hrvati             | 8 (2,91%)    |
| Muslimani          | 0            |
| Jugoslaveni        | 10 (3,64%)   |
| ostali i nepoznato | 2 (0,72%)    |
| ukupno             | 275          |